# Роберт Бурдон
Роберт Грегорі Бурдон (англ. Robert Gregory Bourdon) — американський музикант, колишній барабанщик рок-групи  Linkin Park, наймолодший учасник колективу.

## Біографія
Народився 20 січня 1979 в м. Калабасас, штат Каліфорнія. Зараз проживає в Лос-Анджелесі.
Працював офіціантом, вчився в коледжі м. Санта-Моніка.
Почав грати на ударних ще в 3 класі. Почав свої виступи у складі музичної групи в 13 років.
Пізніше він і Бред Делсон організували групу Relative Degree. Це була суміш року, фанку і репу. 

## Обладнання

### Ударні (Projekt Revolution kit)
Gretsch USA Custom
 
14X5 Snare Drum
  
10X8 High-Tom
 
12X10 Mid-Tom

16X13 Floor Tom
 
18X16 Floor Tom

22X16 Bass Drum

### Тарілки (Zildjian)
14" A-New Beat hi-hats
 
14" A-Custom Mastersound hi-hats [Changes between hi hats live]

18" A-Custom Projection Crash
 
10" A-Custom Splash
 
19" A-Custom Projection Crash
 
21" A-Custom Projection Ride
 
20" Oriental China "Trash"
 
14" ZXT Trashformer

### Інше
- Electronics: Pintech Pads(to the left of hi-hats)
- Freestanding Drum Pads (Pintech)
- Triggers on snare(DDrum)
- KD-7 Bass Drum Trigger Unit (Roland)
- DM5 Drum Module (Alesis)
- Hardware: Gibraltar Rack System
- Heads: Various Remo Heads
- Sticks: Vater Power House (Hickory with wood tip) and Splashstick
- Footwear: Puma racing shoes
- Recording Software: Pro Tools
- MultiDirector DI (Whirlwind)
- Headphone Mixer MH4 (Rane)
- Crossover SAC22 (Rane)
- Bass Shaker (Aura)
- DW 5000 kick pedals (DW)
- S6000 Sampler (Akai)
- MPC2000XL Sampler (Akai)
- M-1400I Power Amp (Mackie)
- PL Plus Power Conditioner (Furman)